# سیارک ۵۸۲۰
سیارک ۵۸۲۰ (به انگلیسی: 5820 Babelsberg، نامگذاری:1989UF7) پنج هزار و هشتصد و بیستمین سیارک کشف شده‌است که در ۲۳ اکتبر ۱۹۸۹ کشف شد.
قدر مطلق سیارک برابر ۱۳٫۶۰ است.